# ماهی دریایی استوکس
ماهی دریایی استوکس (نام علمی: Astrotia) نام یک سرده از زیرخانواده دریاماران است.